# Ривиняно Теор
Ривиня̀но Тео̀р (на италиански: Rivignano Teor; на фриулски: Rivignan Teôr, Ривинян Теор) е община в Северна Италия, провинция Удине, автономен регион Фриули-Венеция Джулия. Разположено е на 16 m надморска височина. Населението на общината е 6198 души (1 януари 2023).
Общината е създадена в 1 януари 2014 г. Тя се състои от двете предшествуващи общини Ривиняно и Теор, които сега са най-важните центрове на общината. Адмнинистративен център на общината е градче Ривиняно.